# Liste der Kulturdenkmale in Eiserode
In der Liste der Kulturdenkmale in Eiserode sind die Kulturdenkmale des Ortsteils Eiserode der Großen Kreisstadt Löbau verzeichnet, die bis Dezember 2018 vom Landesamt für Denkmalpflege Sachsen erfasst wurden (ohne archäologische Kulturdenkmale). Die Anmerkungen sind zu beachten.

## Liste der Kulturdenkmale in Eiserode
| Bild                                    | Bezeichnung                                                                                     | Lage                            | Datierung | Beschreibung                                                                             | ID       |
| --------------------------------------- | ----------------------------------------------------------------------------------------------- | ------------------------------- | --- | ---------------------------------------------------------------------------------------- | -------- |
| Weitere Bilder                          | Wohnstallhaus mit hinterem Anbau, Scheune und Seitengebäude eines Dreiseithofes, später Gasthof | Bautzener Landstraße 1 (Karte)  | Bezeichnet mit 1803 (im rückwärtigen Korbbogenportal); bezeichnet mit 1819 (Südscheune, im Portal); bezeichnet mit 1820 (Türstock sowie vorn im Segmentbogenportal) | Alle Gebäude aus Bruchstein, baugeschichtlich und ortsgeschichtlich von Bedeutung        | 08960231 |
| Direkt Bild zu diesem Denkmal hochladen | Schmiede                                                                                        | Bautzener Landstraße 10 (Karte) | Bezeichnet mit 1826 (über Einfahrt) | Im Zusammenhang mit der Verlegung der Fernstraße entstanden, geschichtlich von Bedeutung | 08960232 |
| Direkt Bild zu diesem Denkmal hochladen | Feuerwehrhydrant                                                                                | Eiseroder Straße (Karte)        | 1920er Jahre | Ortsgeschichtlich von Bedeutung                                                          | 09300046 |
| Direkt Bild zu diesem Denkmal hochladen | Wohnhaus, mit Anbau                                                                             | Eiseroder Straße 4 (Karte)      | 18. Jahrhundert | Obergeschoss Fachwerk, baugeschichtlich von Bedeutung                                    | 09299761 |
| Direkt Bild zu diesem Denkmal hochladen | Scheune eines Vierseithofes                                                                     | Eiseroder Straße 7 (Karte)      | Um 1860 | Bruchstein mit Krüppelwalmen, baugeschichtlich von Bedeutung                             | 08960236 |
| Direkt Bild zu diesem Denkmal hochladen | Wohnstallhaus und Scheune eines Dreiseithofes                                                   | Eiseroder Straße 20 (Karte)     | 1. Hälfte 19. Jahrhundert (Wohnstallhaus); bezeichnet mit 1900 (Scheune)                                                                                            | Beides Bruchsteinbauten, baugeschichtlich und wirtschaftsgeschichtlich von Bedeutung     | 08960234 |
|                                         | Wohnstallhaus und Bruchsteinscheune eines Dreiseithofes                                         | Eiseroder Straße 26 (Karte)     | Nach 1900 | Baugeschichtlich und wirtschaftsgeschichtlich von Bedeutung                              | 08960238 |
| Direkt Bild zu diesem Denkmal hochladen | Wohnstallhaus, Scheune und Seitengebäude eines Bauernhofes                                      | Eiseroder Straße 28 (Karte)     | Bezeichnet mit 1843 (im Sturz des Wohnhauses) | Feldsteinmauerwerk, baugeschichtlich und wirtschaftsgeschichtlich von Bedeutung          | 08960237 |
| Direkt Bild zu diesem Denkmal hochladen | Wohnstallhaus eines Bauernhofes                                                                 | Peschener Straße 2 (Karte)      | Bezeichnet mit 1787 im Türsturz | Baugeschichtlich von Bedeutung                                                           | 08960241 |

## Tabellenlegende
- Bild: Bild des Kulturdenkmals, ggf. zusätzlich mit einem Link zu weiteren Fotos des Kulturdenkmals im Medienarchiv Wikimedia Commons. Wenn man auf das Kamerasymbol klickt, können Fotos zu Kulturdenkmalen aus dieser Liste hochgeladen werden:
- Bezeichnung: Denkmalgeschützte Objekte und ggf. Bauwerksname des Kulturdenkmals
- Lage: Straßenname und Hausnummer oder Flurstücknummer des Kulturdenkmals. Die Grundsortierung der Liste erfolgt nach dieser Adresse. Der Link (Karte) führt zu verschiedenen Kartendiensten mit der Position des Kulturdenkmals. Fehlt dieser Link, wurden die Koordinaten noch nicht eingetragen. Sind diese bekannt, können sie über ein Tool mit einer Kartenansicht einfach nachgetragen werden. In dieser Kartenansicht sind Kulturdenkmale ohne Koordinaten mit einem roten bzw. orangen Marker dargestellt und können durch Verschieben auf die richtige Position in der Karte mit Koordinaten versehen werden. Kulturdenkmale ohne Bild sind an einem blauen bzw. roten Marker erkennbar.
- Datierung: Baubeginn, Fertigstellung, Datum der Erstnennung oder grobe zeitliche Einordnung entsprechend des Eintrags in der sächsischen Denkmaldatenbank
- Beschreibung: Kurzcharakteristik des Kulturdenkmals entsprechend des Eintrags in der sächsischen Denkmaldatenbank, ggf. ergänzt durch die dort nur selten veröffentlichten Erfassungstexte oder zusätzliche Informationen
- ID: Vom Landesamt für Denkmalpflege Sachsen vergebene, das Kulturdenkmal eindeutig identifizierende Objekt-Nummer. Der Link führt zum PDF-Denkmaldokument des Landesamtes für Denkmalpflege Sachsen. Bei ehemaligen Kulturdenkmalen können die Objektnummern unbekannt sein und deshalb fehlen bzw. die Links von aus der Datenbank entfernten Objektnummern ins Leere führen. Ein ggf. vorhandenes Icon  führt zu den Angaben des Kulturdenkmals bei Wikidata.